# Estação Verdes

A Estação Verdes é parte do Metro do Porto, localizada na freguesia de Moreira, concelho da Maia.